# مجزرة مخيم النصيرات (8 يونيو 2024)
مجزرة النصيرات أو مجزرة الأسرى هي مجزرة ارتكبها جيش الاحتلال الإسرائيلي عبر سلاح الجو بالدرجة الأولى وبالشراكة مع سلاح المدفعيّة والسلاح البحري في مخيم النصيرات يوم السبت 8 حزيران/ يونيو 2024 استشهد فيها 274 فلسطينيًا أغلبهم من المدنيين وجُرح فيها 698 على الأقل. أعلن الجيش الإسرائيلي عن تحرير 4 من الأسرى الإسرائيليين ومقتل أحد ضباطه، وأعلنت حركة حماس مقتل 3 آخرين من الأسرى بينهم أمريكي أثناء الهجوم.

## خلفية
شنََّت حركة حماس وباقي فصائل المقاومة في قطاع غزة عملية عسكريَة مفاجئة على إسرائيل صبيحة السابع من أكتوبر 2023 سمَّتها عملية طوفان الأقصى. نجحت فصائل المقاومة خلال هذه العمليّة في اقتحامِ عشرات المواقع العسكريّة الإسرائيلية وقتلت مئات الجنود والمستوطنين فضلًا عن أسر عشراتٍ آخرين. ونجحت الفصائل خلال هجومها في الوصولِ لعددٍ من المستوطَنات الإسرائيليّة وخاضت اشتباكات عنيفة مع الجيش الإسرائيلي داخلها وداخل مناطق عسكريّة أخرى تُحيط بكامل قطاع غزّة من كل الجوانب.
نتيجةً لكلّ هذا فقد قامت حربٌ شاملةٌ بين فلسطين ممثلة في فصائلِ المقاومة المتواجدة في غزّة وبين إسرائيل ممثلة في مختلف وحداتها العسكريّة. وشهدت الحرب الكثير من المعارك المتفرقة واجتياجًا كاملًا للقطاع من قِبل إسرائيل كما ارتُكبت خلالها الكثير من الفظائع والجرائم والمجازر فضلًا عن التضليل الإعلامي الذي مارسته عشرات وسائل الإعلام الغربيّة تجاه فلسطين وفصائلها المقاوِمة.
ووقعت هذه المجزرة في مخيم النصيرات للاجئين وهو مخيمٌ يقع في وسط قطاع غزة. وتعرَّض المخيم خلال هذه الحرب للقصفِ الإسرائيلي بشكل متكرر آخرها قبل أيامٍ قليلة من المجزرة حينما قتلت إسرائيل في مجزرة أخرى 33 فلسطينيًا على الأقل وجرحت عشرات آخرين لمَّا قصفت مدرسةً تتبعُ لوكالة الأونروا داخل المخيّم في جريمة حربٍ مكتملة الأركان رغم محاولات المخابرات الإسرائيليّة التستر عنها ونشر معطيات ومعلومات مغلوطة وغير دقيقة.

## المجزرة

### التمهيد
بدأ الجيش الإسرائيلي قُبيل انتصاف النهار سلسلة غارات جويّة تركَّزت حول المنطقة المحيطة بمستشفى شهداء الأقصى في دير البلح، وهي المنطقة التي كانت تعجُّ بعشرات الفلسطينيين من النازحين والمتسوّقين وغيرهم ما تسبَّبَ في وقوعِ عشرات الإصابات مع سقوطٍ لقتلى لم يُعرَف عددهم ولا هويّات الكثير منهم بسببِ شدّة القصف وفشل المشفى في التعامل معهم. صعَّدت إسرائيل من نطاقِ استهدافها فكثَّفت القصف الجوي على عشرات المنازل والمناطق في كامل المنطقى الوُسطى. لم يقتصر هذا القصف على المقاتلات الحربيّة بل شاركَت زوارق حربية قصفت من بحر غزة.

### القصف العنيف
على مدارِ عشرات الدقائق استمرَّ الجيش الإسرائيلي في دكّ المنطقة الوسطى من قطاع غزة بعددٍ من الصواريخ وأظهرت مقاطع فيديو صوّرها فلسطينيون الصواريخ وهي تسقطُ على منازل الساكنين فيما استهدفت صواريخ أخرى سوقًا في المنطقة كان مكتظًا بالمدنيين وهو ما تسبَّب في حصولِ المجزرة. بدأ من نجوا من هولِ المجزرة في محاولة إسعاف من يُمكن إسعافهم ونقل الجرحى وحتى القتلى صوبَ مستشفى شهداء الأقصى الذي يُعاني منذ أسابيع إن لم يكن أشهرًا من قلّة الموارد بسببِ الحصار الإسرائيلي المطبق فضلًا عن محاولته استيعاب عددٍ من الجرحى والذي يفوق قدرته بكثير، ثم تعقد الأمر أكثر في ظلِّ العدد الهائل من المصابين الذي وصل إثر المجزرة الإسرائيليّة وسط القطاع. نشر الجيش الإسرائيلي قُبيل الواحدة مساءً بقليل (توقيت فلسطين) بيانًا قالَ فيه إنّ قواته تقصفُ بنى تحتية في منطقة النصيرات وسط القطاع دون مزيدٍ من التوضيح.

## تحرير أسرى
بُعيد الواحدة والنصف مساءً بقليل نشر الجيش الإسرائيلي بيانًا جديدًا قال فيه إنّه نجحَ في «تحرير 4 مختطفين إسرائيليين من قلب النصيرات مُعلنًا عن هويّاتهم (3 رجال وامرأة واحدة) وهم: ألموغ مئير جان (22 عامًا) وأندريه كوزلوف (27 عامًا) وشلومي زيف (41 عامًا) ونوعا أرغاماني (26 عامًا) وهي مستوطِنة إسرائيليّة أُسرت من مهرجان رعيم الموسيقى. وحظيت نوعًا ما بشهرة كونها ظهرت في مقطع فيديو يوم السابع من أكتوبر 2023 أثناء أسرها حيث صُوّرت على دراجة نارية رفقة مقاومين من غزّة. وكان لافتًا صحّة الأسرى الأربعة الذين بدوا في صحّة جيدة وهو ما أكده الجيش الإسرائيلي  مُضيفًا أنهم نُقلوا للفحص الطبي في مستشفى تل هاشومير. من جهته قالَ وزير الدفاع الإسرائيلي إنّه تابعَ من غرفة القيادة عملية تحرير المختطفين تحت إطلاق نار كثيف مُضيفًا أنّ المهمة نُفذت بشجاعة. ظهر المتحدث العسكري الإسرائيلي دانيال هاغاري في وقتٍ لاحقٍ ليُؤكّد العمليّة العسكرية الإسرائيليّة التي انتهت بتحريرِ 4 مختطفين دون أيّ إشارةٍ للمجزرة في المحافظة الوسطى. وقال هغاري إنّ العملية الخاصة تمّت بشكلٍ مشتركٍ بين جيش الدفاع والشاباك وشرطة إسرائيل «نُفذت بناءً على ما قال إنها معلوماتٌ استخباريةٌ». وصفَ المتحدث العسكري بدورة العملية بالصعبة وأنها انطوت على مخاطر كبيرة، مسترسلًا أنها كانت قيدَ التخطيط منذ أسابيع وأنها تمّت بنجاح وأُصيب خلالها أحد عناصر وحدة يمام بجروح خطيرة قبل أن تُعلن الشرطة الإسرائيلية في الساعة اللاحقة مقتله وهو الضابط أرنون زامورا.
أعلنت حركة حماس في مقطعٍ مُصور أن ثلاثة من الأسرى المحتجزين في قطاع غزة قُتلوا خلال العملية التي نفذها جيش الاحتلال في مخيم النصيرات وسط قطاع غزة، وأن منهم أمريكيًا، لكن دون نشر أسمائهم.

## الوضع الصحي
عانى القطاع الصحي في قطاع غزة من تدهورٍ شديدٍ منذ بداية الحرب بعدما أطبقت إسرائيل حصارها الكلّي على القطاع مانعةً دخول أيّ من المواد بما في ذلك المواد الصحيّة الضروريّة. استمرَّ الوضع في التدهور في ظلّ العدد الكبير من الجرحى والقتلى الذي وقعوا جرّاء القصف العشوائي الإسرائيلي الذي طالَ المنازل والشقق السكنيّة والمخيمات والشوارع وكل شيء تقريبًا، وبل وقصفت إسرائيل في عددٍ من المرات المستشفيات نفسها وارتكبت عشرات المجازر في كل مكانٍ من كامل غزّة. أظهرت مقاطع فيديو صُوّرت من داخل مستشفى شهداء الأقصى عشرات المصابين يفترشون الأرض فيما تُحاول الطواقم الطبية جاهدةً إنقاذهم بما يتوفر من إمكانيات قليلة ولا تكفي.

## الضحايا
أعلنت وزارة الصحة في غزة بعد الواحدة مساءً وبشكل رسمي عجز منظومة الإسعاف والطوارئ عن الاستجابة لنداءات الاستغاثة لنقل الجرحى بالمحافظة الوسطى. في الإحصائيات الأوليّة بلغَ عدد ضحايا هذه المجزرة المرّوعة 30 قتيلًا على الأقل وعدد كبير من المصابين وكان واضحًا أنّ العدد سيكون أكبر من هذا بكثير في ظلِّ وجود عشرات الجثث الملقيّة في الشوارع وفي محيطِ مستشفى شهداء الأقصى. مع مرور الساعات استمرَّ عدد ضحايا في الارتفاع إلى أن أعلنت وزارة الصحّة قُبيل الرابعة مساءً في حصيلة غير نهائيّة مقتل 150 فلسطينيًا في النصيرات، ثم ارتفعَ العدد في وقتٍ لاحقٍ إلى 210 قتلى وأكثر من 400 مصابً. ووجَّه الإعلام الحكومي بغزة نداء استغاثة للمجتمع الدولي لإنقاذ مستشفى شهداء الأقصى وإمداده بالمستلزمات خاصة بعدما اكتظَّ عن بكرة أبيه وسطَ هذه المجزرة ولم يعد قادرًا على استيعابِ مزيدٍ من المصابين.

## ردود الفعل

### فلسطينياً
- حركة حماس: في ردها الأولى على المجزرة وعلى العملية العسكريّة التي انتهت بتحرير الرهائن الأربعة، قالت الحركة إنّ «جيش الاحتلال الإرهابي أقدم على ارتكاب مجزرة مروعة بحق المدنيين الأبرياء تركزت في مخيم النصيرات»، وأضافت أنّ «مقاومتنا الباسلة لا تزال تحتفظ بالعدد الأكبر من الأسرى وهي قادرة على زيادة غلتها».[24] وتطرقت حماس في بيانها كذلك للدور الأمريكي حيث وصفت مشاركة أمريكا في «العملية الإجرامية تثبت تواطؤها في جرائم الحرب التي ترتكب في قطاع غزة».

أدانت الرئاسة الفلسطينية المجزرة وحمَّلت الإدارة الأمريكية المسؤولية عنها، وقال الناطق الرسمي باسم الرئاسة نبيل أبو ردينة: «إن مسلسل المجازر الدموية اليومية بحق شعبنا وآخرها ما جرى اليوم في مخيم النصيرات، والتي أدت إلى استشهاد عشرات المواطنين وجرح المئات هي استمرار لحرب الإبادة الجماعية التي يتعرض لها الشعب الفلسطيني» وأضاف: «نحمل الإدارة الأمريكية المسؤولية الكاملة عما يجري من مجازر من قبل سلطات الاحتلال الإسرائيلي، ونطالبها بوقف هذه الحرب التي ستدمر كل شيء وتدفع بالأمور نحو مرحلة خطيرة لن تحقق الأمن أو السلام لأحد». فيما تقدم رئيس السلطة الفلسطينية محمود عباس بطلب عقد «جلسة طارئة» لمجلس الأمن لبحث تداعيات مجزرة النصيرات، وقال «إن على المجتمع الدولي التدخل بشكل عاجل لوقف مأساة الشعب الفلسطيني في قطاع غزة والضفة الغربية بما فيها القدس الشرقية، لأن الاحتلال الإسرائيلي يستغل الصمت الدولي والدعم الأميركي للاستمرار في جرائمه التي تنتهك جميع قرارات الشرعية الدولية والقانون الدولي».

### عربيًا
حمَّلت مصر عبرَ خارجيتها إسرائيل المسؤولية القانونية والأخلاقية على اعتدائها الذي وصفته بالسافر على مخيم النصيرات. أدانت وزارة الخارجية وشؤون المغتربين الأردنية بدورها في بيانات شبه مكرّرةٍ ومعتادة الاعتداء الإسرائيلي واصفةً إيّاه بالوحشي.
- عُمان: «أعربت وزارة الخارجية عن إدانة سلطنة عمان للهجوم الإسرائيلي الوحشي الذي استهدف مخيم النصيرات في غزة مما أسفر عن مجزرة راح ضحيتها استشهاد واصابة مئات الضحايا من المدنيين الفلسطينيين.» «وأكدت وزارة الخارجية أن استمرار ارتكاب جرائم الحرب المُمنهجة بحق الشعب الفلسطيني هي انتهاك واضح وصريح للمواثيق الدولية والقانون الدولي الإنساني، ما يستدعي تدخل المجتمع الدولي العاجل لوضع حد لهذه الجرائم ضد الإنسانية وحماية المدنيين وتحميل دولة الاحتلال الاسرائيلي مسؤولية أفعالها.»[30]

### دوليًا
أشادَ الرئيس الأمريكي خلال لقاءٍ له في باريس بالرئيس الفرنسي إيمانويل ماكرون بتحرير الأسرى الأربعة وإعادتهم إلى أُسرهم، كما أشاد مستشار الأمن القومي الأمريكي جيك سوليفان بعمل الأجهزة الأمنية الإسرائيلية التي نفذت ما سمَّاها العملية الجريئة لتخليص المحتجزين. أدان المتحدث باسم وزارة الخارجية الإيرانية ناصر كنعاني بشدة المجزرة، وألقى باللومِ على تقاعس حكومات العالم والهيئات الدولية المسؤولة بما في ذلك مجلس الأمن الدولي، كما ألقى باللوم على استمرار إمدادات الأسلحة للنظام من قبل أوروبا والولايات المتحدة، ودعا الدول الإسلامية «للإتحاد والوقوف ضد جرائم النظام الإسرائيلي» في الوقت الذي «تتقاعس فيه الهيئات الدولية عن الدفاع عن الشعب الفلسطيني».
- الكويت: أكدت وزارة الخارجية في بيان «إدانة الكويت واستنكارها الشديدين للهجوم الهمجي الذي شنته قوات الاحتلال الإسرائيلي على مخيم النصيرات، مما تسبب في مجزرة راح ضحيتها الأبرياء وخلّفت المئات من الجرحى في انتهاك صارخ للقانون الدولي والقانون الدولي الإنساني»، وأكدت ضرورة تحمّل المجتمع الدولي ومجلس الأمن مسؤولياتهم في وقف العدوان الهمجي على الشعب الفلسطيني.[33]
- إندونيسيا: أدانت البلاد «الفظائع المتكررة» التي ترتكبها إسرائيل في غزة، بما في ذلك مخيم النصيرات للاجئين، ودعت إلى وقف فوري لإطلاق النار.[34]
- النرويج: أدان نائب وزير الخارجية النرويجي أندرياس موتزفيلدت كرافيك بشدة إسرائيل بسبب «مذبحة أخرى للمدنيين في غزة»، وأدان الهجوم على المدنيين ودعا إلى إطلاق سراح جميع الرهائن.[35]
- ألمانيا: قال المستشار أولاف شولتس أن إنقاذ الرهائن كان "بارقة أمل مهمة"، مضيفًا أن «أربعة رهائن أصبحوا الآن أحرارًا، ويجب على حماس إطلاق سراح جميع الرهائن أخيرًا، ويجب أن تنتهي الحرب» متجاهلاً مقتل عشرات الفلسطينيين بالعملية.[36][37]
- تركيا: قالت وزارة الخارجية التركية إن «البلاد تأسف للهجوم الإسرائيلي الهمجي» وآخر ضمن قائمة طويلة من «الجرائم» التي ترتكبها إسرائيل في غزة وحثت الأمم المتحدة على وضع حد لجرائم الحرب الإسرائيلية.[35][38]

### المنظمات
- الأمم المتحدة: صرح الأمين العام أنطونيو غوتيريش أنه أرسل رسائل إلى عائلات الرهينتين اللتين تم إنقاذهما نوعاً أرغاماني وشالومي زيف، للتعبير عن “ارتياحه لأنهما ورهينتين أخريين أصبحا الآن أحراراً"، وأضاف: "أجدد ندائي للإفراج الفوري وغير المشروط عن جميع الرهائن وإنهاء هذه الحرب". فيما اتهمت المقررة الخاصة للأمم المتحدة فرانشيسكا ألبانيز إسرائيل بـ «تحويل نية الإبادة الجماعية إلى أفعال». وقال مقرر الأمم المتحدة الخاص المعني بالحق في السكن بالاكريشنان راجاجوبال إن «الدول التي تحتفل بالإفراج عن أربعة رهائن إسرائيليين دون أن تنبس ببنت شفة عن مئات الفلسطينيين الذين قُتلوا وآلاف المحتجزين تعسفيًا من قبل إسرائيل فقدت أخلاقياتها»، «مصداقية لأجيال ولا تستحق أن تكون في أي هيئة لحقوق الإنسان تابعة للأمم المتحدة».[39]
- منظمة التعاون الإسلامي: أدانت المنظمة «بشدة المجزرة المروعة التي نفذها جيش الاحتلال الإسرائيلي في مخيم النصيرات» وذكرت في بيان: «أن العدوان الإسرائيلي المستمر على غزة يمثل إرهاب دولة مستمرًا وإبادة جماعية وانتهاكًا صارخًا للقانون الإنساني الدولي وقرارات الأمم المتحدة ذات الصلة» وشددت على «ضرورة التحقيق والمحاسبة والعقاب بموجب القانون الجنائي الدولي على هذه الجرائم، مشددة على مسؤولية المحكمة الجنائية الدولية في هذا الصدد» وجددت دعوتها للمجتمع الدولي وخاصة مجلس الأمن الدولي «للتدخل العاجل لوقف جرائم الحرب التي يرتكبها الاحتلال الإسرائيلي في غزة وتوفير الحماية الدولية للشعب الفلسطيني».[40]
- مجلس التعاون الخليجي: أدان جاسم محمد البديوي الأمين العام للمجلس «الهجوم الإسرائيلي الغاشم والوحشي على مخيم النصيرات في غزة» وقال «إن هذا الهجوم جريمة نكراء وإرهابية استهدفت الأبرياء العزل بوحشية غير مسبوقة»، ودعا المجتمع الدولي لتحمل مسؤولياته التاريخية والأخلاقية والقيام بتحرك فوري وحازم لوقف هذه الجرائم المتكررة والمروعة ضد الشعب الفلسطيني.[41]
- الاتحاد الأوروبي: أدان الدبلوماسي رفيع المستوى في الاتحاد الأوروبي جوزيب بوريل مستوى الضحايا في مخيم النصيرات للاجئين نتيجة عملية الإنقاذ، ووصفها بأنها «مذبحة أخرى للمدنيين»، ودعا إلى وقف إطلاق النار وإطلاق سراح جميع الرهائن المتبقين.[42]
- أنصار الله الحوثيون: أعربت الحركة عن إدانتها «للمجزرة الجديدة للعدو الصهيوني في مخيم النصيرات وسط قطاع غزة»، مشيرًا إلى «أنّ المجزرة الصهيونية تأتي بعد ساعات من إعلان الأمم المتحدة إدراج حكومة العدو في قائمة العار الخاصة بقتلة الأطفال» ولفتت إلى أنّ «المجزرة تؤكد أن الكيان الصهيوني مجرد عصابة إجرامية مارقة ليس لها علاقة بحقوق الإنسان أو القانون الدولي»، وأنّ المجزرة تتزامن مع مبادرة التضليل الأميركية لمنح العدو المزيد من الوقت لارتكاب الجرائم بدعم أميركي واضح وأضافت: «الإمعان في القتل والتوحش لا يمكن أن يثني المقاومة أو يدفعها للمساومة والتنازل عن الحقوق المشروعة للفلسطينيين، وهذا التصعيد يأتي فيما «أغلب الحكومات العربية والإسلامية متمادية في خضوعها وخنوعها وخذلانها» وشددت على «ضرورة أنّ تواصل الشعوب الحرة دعمها وتضامنها مع الشعب الفلسطيني حتى إيقاف العدوان ورفع الحصار عن غزة وأهلها».[43]